# Cotmenița
Cotmenița – wieś w Rumunii, w okręgu Ardżesz, w gminie Băbana. W 2011 roku liczyła 339 mieszkańców.